# Pål Olle själv
Pål Olle själv är ett musikalbum av Pål Olle, utgivet 1976 av Sonet Records. På skivan spelar Pål Olle mestadels solo men på vissa låtar får han hjälp av spelmannen Laggar Anders.
Skivan ingick i en svensk folkmusikserie som Sonet Records gav ut och 2001 gavs skivan ut på cd som Pål Olle Himself med en utökad låtlista (spåren 17, 18, 20-27 är tidigare outgivna). Albumet var nummer 17 i ordningen som återutgivits på cd i Sonets folkmusikserie. De tidigare outgivna låtarna består nästan uteslutande av Pål Olles egna kompositioner men även "Sammeles Annas brudpolska" av Hans Dalfors.

## Låtlista
Alla låtar är traditionella om inget annat anges.

### 2001 års CD-utgåva
Spåren 17, 18, 20-27 är tidigare outgivna.
1. "Trettondagsmarschen (Twelfth Day March) by Hjort Anders"
2. "Polska after Nylands Erik, Bingsjö"
3. "Polska in Major and Minor from Boda"
4. "Bridal March after Pekkos Per, Bingsjö"
5. "Marching Tune after Nylands Jonas, Bingsjö"
6. "Polska after Timas Hans, Ore"
7. "Polska after Säbb John, Rättvik"
8. "Schottische from Boda"
9. "Bingsjö skänklåt after Pekkos Per"
10. "Polska after Viksta Lasse"
11. "Polska after Timas Hans"
12. "Marching Tune by Olof Ollas, Gärdsjö"
13. "'Min levnadsafton'. Vispolska after Hjort Anders"
14. "'Holbergspolskan'. Polska from Boda"
15. "'Norrbommens polska'. Polska after Päckos Olle, Bingsjö"
16. "Hornlåt after Lismats Anna, Dalbyn"
17. "Pål Olle presents Sammeles Anna's"
18. "Sammeles Anna's Bridal Polska by Hans Dalfors, Ore"
19. "Polska after Pisten, Ore"
20. "Stugknuten by Pål Olle"
21. "Pålgretas skänklåt by Pål Olle"
22. "Stämpolska by Pål Olle"
23. "Fettisdagsvalsen by Pål Olle"
24. "Marknadspolskan by Pål Olle"
25. "Rappalrönningen by Pål Olle"
26. "Polska in G major & E minor by Pål Olle"
27. "Trettondagsskänklåt by Pål Olle"

Total tid: 53:12

## Medverkande
- Pål Olle – fiol
- Laggar Anders – fiol